# Almere'90
Pour les articles homonymes, voir Almere (homonymie).
BSC Almere'90, aussi nommé Almere Magpies, est un club néerlandais de baseball basé à Almere. Il évolue en deuxième division du championnat des Pays-Bas de baseball.

## Histoire
Le club est créé en 1982 sous le nom de Polmerians et évolue au sportpark Klein-Brand. En 1990 il déménage au Fanny Blankers Koen Sportpark et prend le nom de BSC Almere'90. Avec 500 membres, c'est le plus grand club de baseball des Pays-Bas. Malgré tout il n'a jamais remporté le titre de la première division nationale. Il est relégué en deuxième division à l'issue de la saison 2007. Après deux saisons en D2, Almere retrouve sa place parmi l'élite en s'imposant en barrage de promotion face aux MediaMonks RCH